# James Carpenter (astronom)

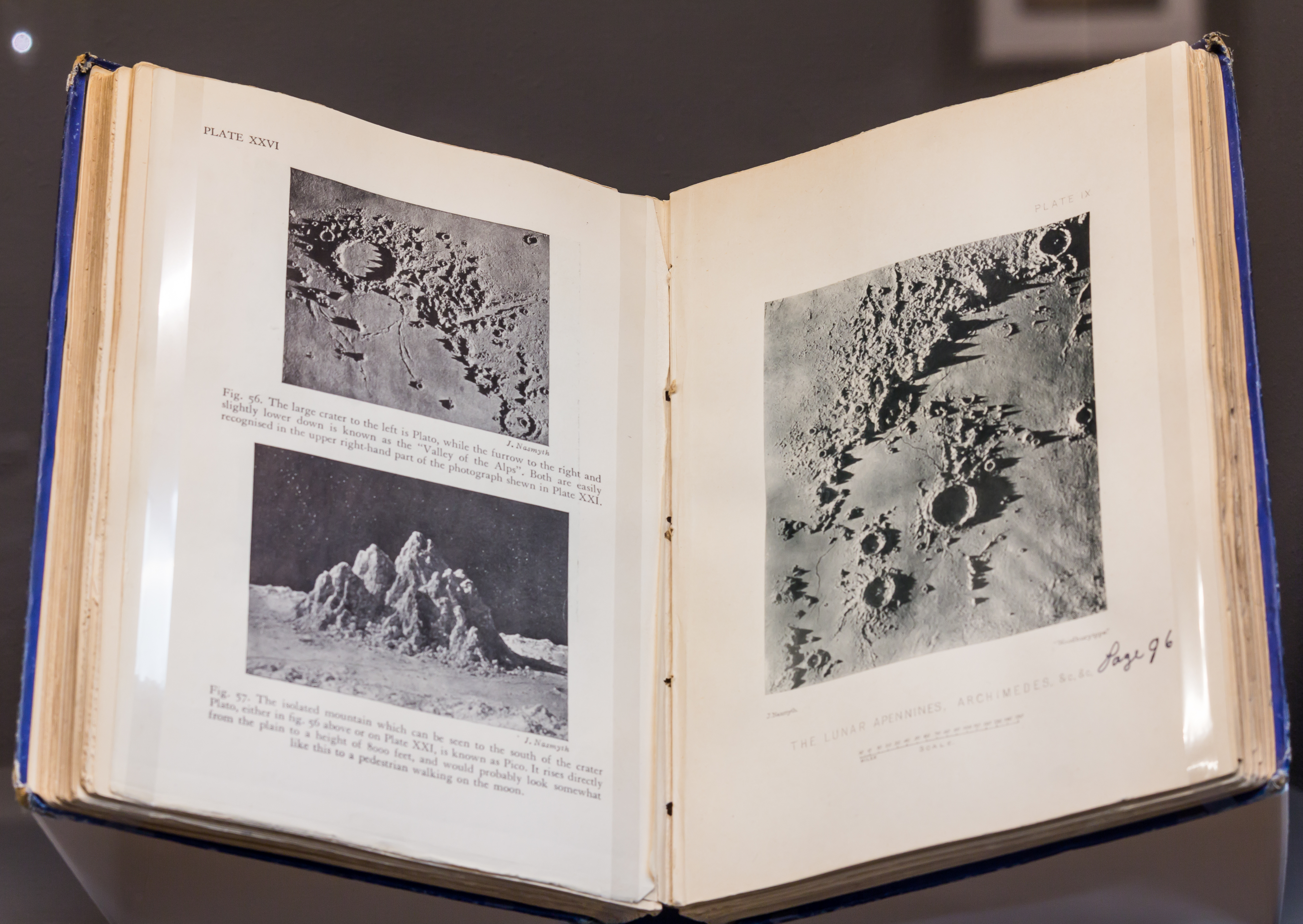
The moon considered as a planet, a world and a satellite

James Carpenter (1840 - 1899) a fost un astronom britanic la Observatorul Regal din Greenwich.
În 1860 a efectuat primele observații ale spectrelor stelare la observator, sub coordonarea astronomului regal George Airy. În anii 1861–1862 a fost unul dintre cei trei astronomi care au reușit să observe întunericul din spatele inelelor lui Saturn, ceilalți doi astronomi fiind William Wray și Otto Struve.
În 1871, inginerul James Nasmyth a încheiat un parteneriat cu James Carpenter pentru a scrie o carte despre Lună intitulată The Moon: Considered as a Planet, a World, and a Satellite. Această lucrare a fost ilustrată cu fotografii de modele din ipsos ce reprezentau suprafața lunară, cu iluminare din diferite unghiuri. Rezultatul a fost cele mai realiste imagini ale suprafeței Lunii decât ar fi putut fi realizate prin fotografii făcute prin telescop în această perioadă. Autorii au fost susținători ai originii vulcanice a craterelor lunare, o teorie care a fost dovedită mai târziu ca incorectă.
Craterul Carpenter de pe Lună este numit după el și Edwin Francis Carpenter.